# Broncode

Broncode in Java met commentaar in rood en groen, de uitvoerbare code is blauw weergegeven.

De broncode (ook wel brontekst of in het Engels source of source code) van een computerprogramma is de leesbare tekst die door de programmeur in een programmeertaal is geschreven. Dit in tegenstelling tot de 'uitvoerbare (executable) code' of doelcode (object code) zoals die door een compiler of interpreter vanuit deze broncode gegenereerd wordt.
Ook spreekt men van de broncode van een opgemaakte tekst. Er wordt een zodanige extensie gebruikt dat bij aanklikken niet de broncode wordt getoond, maar het opgemaakte resultaat. Een voorbeeld is een HTML-document, dat naast de inhoud ook de opmaak van een webpagina beschrijft. Er is niet bij elk opgemaakt document een leesbare broncode, bijvoorbeeld niet bij Microsoft Word.

## Gebruik van broncode van een computerprogramma
De broncode kan op een aantal manieren worden omgezet naar uitvoerbare code, zodat het programma uitgevoerd kan worden.
- Met een compiler: Een compiler zet de broncode om in machinetaal, zodat deze uitgevoerd kan worden. Als de compiler eerst assembly-code genereert, moet de assembler dit eerst naar machinetaal vertalen om het uitvoerbare programma te verkrijgen. Vaak voert de compiler extra operaties uit om de uitvoerbare code te optimaliseren, zoals het weglaten van dode code, bijvoorbeeld variabelen waar later in de code niets mee gebeurd. Dit is ook een van de redenen waarom gecompileerde code vaak sneller en efficiënter is dan code die wordt uitgevoerd met een interpreter.
- Met een interpreter: De broncode kan in sommige gevallen ook uitgevoerd worden met een interpreter, een programma dat de broncode in real-time leest en direct uitvoert. Dit is doorgaans een stuk langzamer dan een gecompileerd programma, aangezien elke regel van de code eerst verwerkt moet worden, voordat hij uitgevoerd wordt. In de praktijk zetten moderne interpreters de broncode eerst om in een interne representatie, wat ook een vorm van compileren is, om deze interne representatie van het programma vervolgens uit te voeren.
- Met een aparte virtuele machine. Bij veel moderne programmeertalen, zoals C#, Java, Perl 6 en Scala wordt meestal een mengvorm gebruikt: de broncode wordt eerst gecompileerd naar een tussentaal (bytecode, P-code of managed code MSIL), die vervolgens door een aparte virtuele machine wordt geïnterpreteerd. Enkele voordelen van deze constructie zijn:
  - De gecompileerde code is platformonafhankelijk.
  - De interpreter kan op het moment van uitvoeren nog bepaalde controles en bewerkingen uitvoeren, zoals de sandbox security van Java-applets en een optimalisatie van de performance.

Er bestaat ook een constructie waarbij de broncode in een andere hogere taal wordt vertaald. Bijvoorbeeld in de taal PL/SQL, waarbij de universele PL/SQL-compiler de broncode naar een C-code (ontdaan van objectgeoriënteerde code maar voorzien van embedded SQL) vertaalt, die automatisch door een 'native' C-compiler weer vertaald wordt naar een optimale machinecode. 

### Voorbeeld
De volgende broncode in C:
```
int
 
square
(
int
 
i
)

{

  
return
 
i
 
*
 
i
;

}

```

wordt bijvoorbeeld in een assembleertaal zoiets als:
```
SQUARE:
 
PUSH
 
B

        
MOV
 
A
,
 
[
SP
+
2
]

        
MOV
 
B
,
 
A

        
MULT
 

        
POP
 
B
 

        
RET

```

en in een gebruikersvriendelijke machinecode (hier weergegeven in het hexadecimale stelsel, achtereenvolgens geheugenadres, machinecodes en controle-som):
1800260225005510120003FF